# Bartolomeo Guidobono

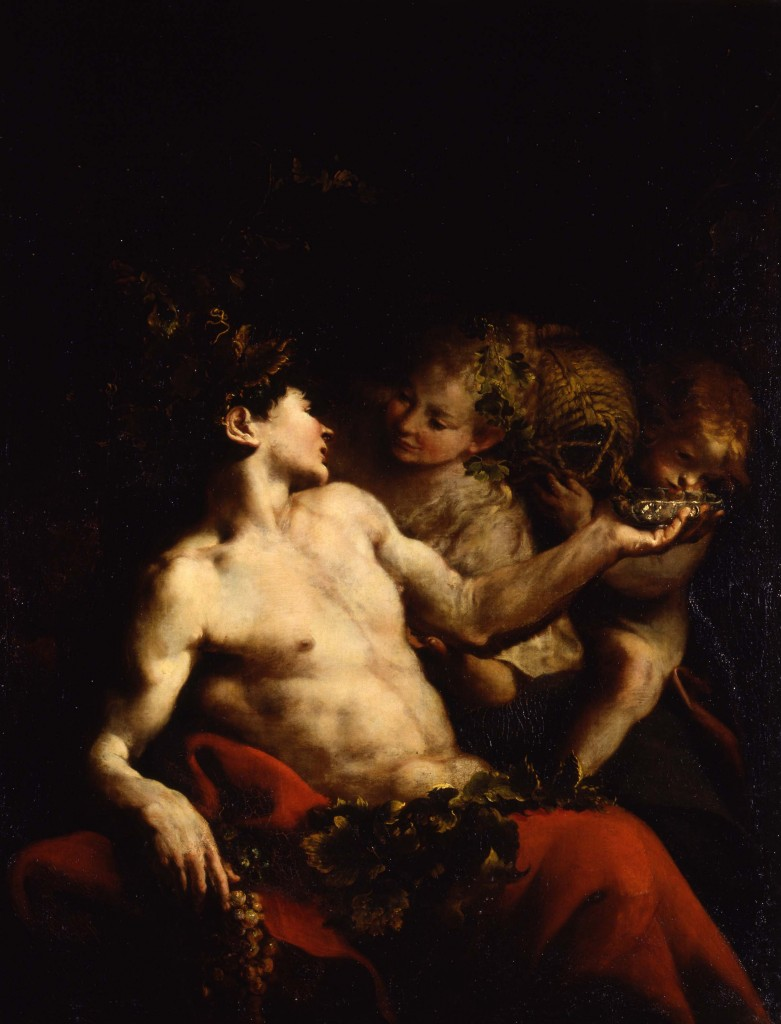
Bacco
Museo di Palazzo Reale, Genova

Bartolomeo Guidobono (Savona, 1654 – Torino, 1709) è stato un pittore italiano.

## Biografia
Cresciuto in una famiglia di maestri ceramisti, il padre Giovanni Antonio lavorava presso la corte reale della famiglia Savoia, fu ordinato sacerdote il 25 febbraio del 1679 dopo gli studi ecclesiastici conseguiti nella città natia. Sarà proprio a Savona che Bartolomeo Guidobono, conosciuto con l'appellativo de "Il Prete di Savona" o "Prete Bartolomeo da Savona", iniziò la sua attività pittorica affrescando la cappella della Crocetta presso il santuario di Nostra Signora della Misericordia. Nella città natale realizza anche l'affresco della volta di una sala in palazzo Gavotti, raffigurante Il carro del Sole e altre divinità. Complice la conoscenza con l'illustre pittore Domenico Piola, padrino di suo fratello Domenico, lo porteranno a frequentare le storiche botteghe e scuole pittoriche di Genova dove, secondo alcune ipotesi, apprenderà stili e tecniche che svilupperà in seguito nella sua personale "opera di lavoro".
Concluse le affrescature al santuario savonese, compì diversi viaggi di studio a Parma (dove conoscerà il Parmigianino e il Correggio) e Venezia fino al suo trasferimento, nel 1680, nel capoluogo genovese per la nuova commissione artistica presso il salone del secondo piano nobile di palazzo Rosso. Trasferitosi a Torino dal 1685 qui dipingerà alcune opere nella chiesa abbaziale di Santa Maria di Casanova a Carmagnola e a palazzo Reale (Storia dei Savoia) presso gli appartamenti di Madama Felicita.
Tornato a Genova, tra il 1689 e il 1690, realizzerà gli affreschi della volta della galleria di palazzo Centurione, ancora una sala di palazzo Rosso (Fucina di Vulcano) e la cappella della galleria con l'opera Historia di Daniello. Nel Genovesato dipingerà la pala d'altare de Le anime purganti (1697-1698) nella chiesa di San Giovanni Decollato di Montoggio e la Circoncisione (1699) nella chiesa di San Giorgio a Moneglia.
La fase pittorica finale della sua vita è legata nuovamente a Torino e ai reali Savoia dove, trasferitosi dal 1705 assieme al fratello Domenico, eseguì diverse opere a palazzo Reale, al convento di San Francesco da Paola (Visione di San Francesco da Paola) e la cupola della chiesa di Nostra Signora del Pilone.
A Torino morirà nel 1709 a 55 anni.
Nella sua città natale è dedicata al pittore, oltre ad una via comunale, dal 1963 una scuola secondaria di primo grado della città.

## Opere

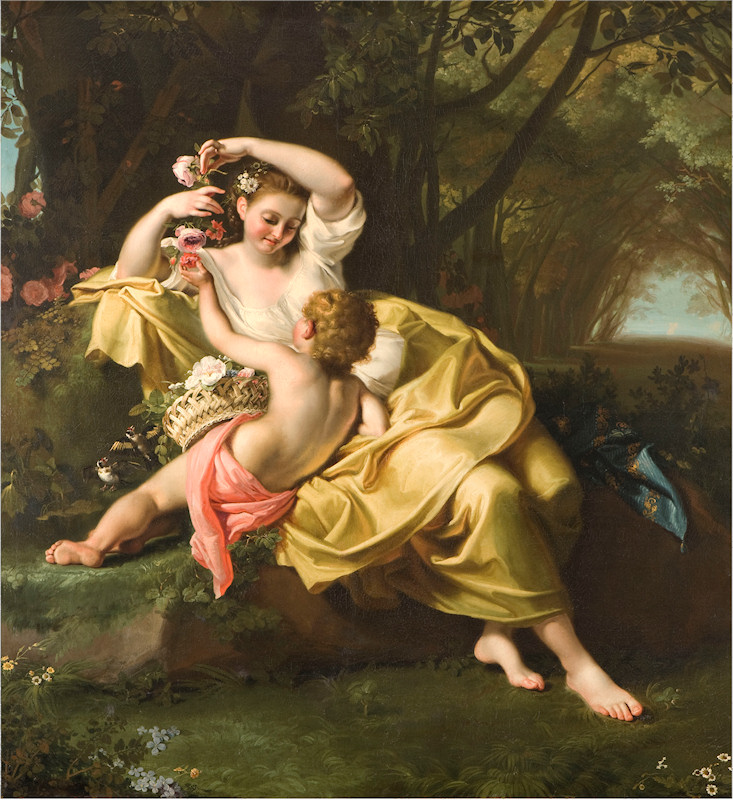
Allegoria della Primavera
Fondazione Cariplo

- Affreschi vari, 1679, Savona, Santuario di Nostra Signora della Misericordia
- Medaglioni del secondo piano nobile, 1680, Genova, Palazzo Rosso
- Affreschi vari, 1685, Carmagnola, Chiesa abbaziale di Santa Maria di Casanova
- Storia dei Savoia, 1685, Torino, Palazzo Reale
- Affreschi della volta della galleria, 1689-1690, Genova, Palazzo Centurione
- Fucina di Vulcano, 1689-1690, Genova, Musei di Strada Nuova, Palazzo Rosso
- Historia di Daniello, 1689-1690, Genova, Musei di Strada Nuova, Palazzo Rosso
- Le anime purganti, 1697-1698, Montoggio, Chiesa di San Giovanni Decollato
- Circoncisione, 1699, Moneglia, Chiesa di San Giorgio
- Visione di San Francesco da Paola, Torino, Convento di San Francesco da Paola
- Cupola, Torino, Chiesa di Nostra Signora del Pilone
- Affreschi, Torino, Museo civico d'arte antica
- Affreschi (persi), Genova, Chiesa dei Santi Giacomo e Filippo
- Affreschi, Pegli, Villa Grillo
- Madonna della Consolazione, Genova, Chiesa di San Nicola da Tolentino
- Visione di santa Margherita, Genova, Musei di Strada Nuova, Palazzo Tursi
- Il carro del Sole e altre divinità, Savona, Palazzo Gavotti
- Madonna di Misericordia, Savona, Chiesa di San Giovanni Battista
- La Vergine in gloria e Cena in Emmaus, Genova, Santuario della Madonnetta
- Lot ubriacato dalle figlie, Abramo e i tre angeli, Abramo congeda Agar, La cattura di Lot, Genova, Musei Di Strada Nuova, Palazzo Rosso
- Diana e Endimione, Apollo pittore, Molassana, Villa Durazzo
- Madonna del latte, La Spezia, Chiesa Abbaziale di Santa Maria Assunta
- Visita di Maria ad Elisabetta, Sanremo, Santuario della Madonna della Costa
- Giaele e Sisara, Genova, Collezione Zerbone
- Sansone e Dalila, Genova, Collezione Zerbone
- Immacolata, Genova, Santuario di N.S. del Monte